# Cherie Lunghi

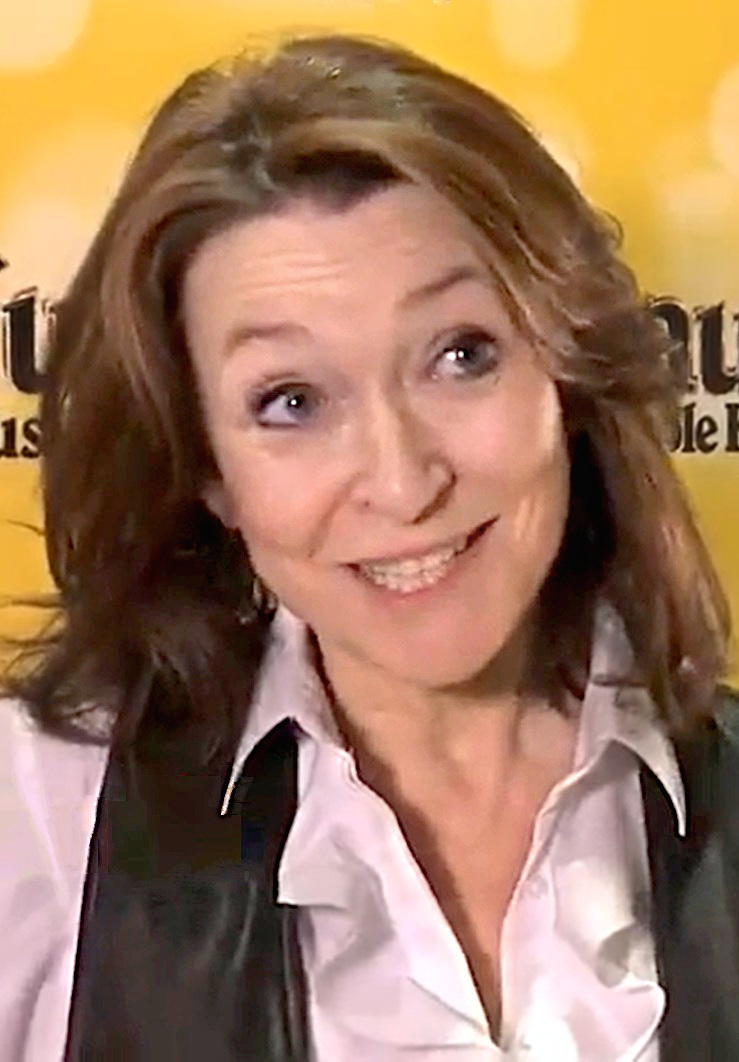
Cherie Lunghi im Jahr 2015

Cherie Mary Lunghi (* 4. April 1952 in Nottingham) ist eine britische Film- und Theaterschauspielerin.

## Leben
Cherie Lunghi wurde in Nottingham als Tochter einer britischen Mutter und eines italienischen Vaters geboren. Nachdem dieser die Familie verlassen hatte und nach Italien zurückgekehrt war, wuchs Lunghi bei ihrer Mutter und ihren Tanten in London auf. Schon während ihrer Schulzeit sammelte sie erste schauspielerische Erfahrungen.
In London besuchte sie die Central School of Speech and Drama sowie das Homerton College in Cambridge. Nach den Abschlüssen trat sie in den späten 1970ern der Royal Shakespeare Company bei, wo sie mehrere Hauptrollen spielte. Später entschloss sie sich jedoch in den Bereich Film umzusteigen und verließ die RSC. Zu ihren bekanntesten Filmrollen gehört die der Guinevere, die sie im Fantasyfilm Excalibur (1981) verkörperte. 1985 war sie zudem im Musikvideo zu Something About You von der Band Level 42 zu sehen. Für acht Jahre zog sie nach Los Angeles, kehrte dann jedoch wegen ihrer Mutter nach Großbritannien zurück. 1995 war sie in der Liste der 100 heißesten Frauen der Welt des Männermagazins FHM auf Platz 92. 2008 trat sie zudem in der Serie Strictly Come Dancing als Tänzerin auf.
Lunghi war seit 1975 mit dem Südafrikaner Ralph Lawson verheiratet, den sie während ihrer Zeit an der Central School of Speech and Drama kennengelernt hatte. Die Ehe war auch dazu da, um Lawsons Aufenthaltsgenehmigung im Vereinigten Königreich zu festigen. Sie war außerdem mit dem Regisseur Roland Joffé verheiratet; aus dieser Ehe ging ihre Tochter Nathalie Lunghi hervor, welche ebenfalls als Schauspielerin arbeitet.

## Filmografie (Auswahl)
- 1964: The Valiant Varneys (Fernsehserie, eine Folge)
- 1976: Bill Brand (Fernsehserie, sechs Folgen)
- 1980: Diversion
- 1981: Excalibur
- 1982: Showdown at Eagle Gap
- 1983: Im Zeichen der Vier (The Sign of Four, Fernsehfilm)
- 1984: Master of the Game (TV-Miniserie, drei Folgen)
- 1984: Strangers and Brothers (Fernsehserie, fünf Folgen)
- 1985: König David (King David)
- 1985: Lying Still
- 1985: Parker
- 1986: Mission
- 1986: Les louves (Fernsehfilm)
- 1986: Die Strauß-Dynastie (Österreichische Filmbiographie in sechs Teilen)
- 1988: Intrigue (Fernsehfilm)
- 1988: Der Priestermord (To Kill a Priest)
- 1989–1990: The Manageress (Fernsehserie, 12 Folgen)
- 1990: Ransom (Kurzfilm)
- 1992: Covington Cross (Fernsehserie, 13 Folgen)
- 1993: Silent Cries
- 1994: Mary Shelleys Frankenstein (Frankenstein)
- 1995: Die Freibeuterinnen (The Buccaneers, Miniserie, fünf Folgen)
- 1995: Jack und Sarah – Daddy im Alleingang (Jack & Sarah)
- 1996: Das Gespenst von Canterville (The Canterville Ghost, Fernsehfilm)
- 1997: Fahr zur Hölle Hollywood (An Alan Smithee Film: Burn Hollywood Burn)
- 1999: Hornblower: Die Herzogin und der Teufel (Hornblower: The Duchess and the Devil, Fernsehfilm)
- 2001: Back to the Secret Garden
- 2002: Inspector Lynley (The Inspector Lynley Mysteries, Fernsehreihe, 1 Folge)
- 2003: Inspector Barnaby (Midsomer Murders) Fernsehserie, Staffel 7, Folge 1: Blut ist dicker… (The Green Man)
- 2004: Viper in der Faust (Vipère au poing)
- 2004: New Tricks – Die Krimispezialisten (New Tricks, Fernsehserie, 1 Folge)
- 2004–2005: The Brief (Fernsehserie, acht Folgen)
- 2005: Agatha Christie’s Marple (Fernsehserie, eine Folge)
- 2007–2011: Secret Diary of a Call Girl (Fernsehserie, 17 Folgen)
- 2011: Love’s Kitchen – Ein Dessert zum Verlieben (Love’s Kitchen)
- 2011: Lewis – Der Oxford Krimi (Lewis, Fernsehreihe, 1 Folge)
- 2016: Inspector Barnaby (Midsomer Murders) Fernsehserie, Staffel 18, Folge 4: Die Kunst stirbt zuletzt (A Dying Art)
- 2018: Ein Mops zum Verlieben (Patrick)